# Епархия Гэри
Епархия Гэри (лат. Dioecesis Gariensis) — епархия Римско-Католической церкви с центром в городе Гэри, США. Епархия Гэри входит в митрополию Индианаполиса. Кафедральным собором епархии Гэри является Собор святых Ангелов.

## История
10 декабря 1956 года Римский папа Пий XII издал буллу «Postulant quandoque», которой учредил епархию Гэри, выделив её из епархии Форт-Уэйна (сегодня — Епархия Форт-Уэйна — Саут-Бенда).

## Ординарии епархии
- епископ Эндрю Грегори Грутка[англ.] (29.12.1956 — 09.07.1984)
- епископ Норберт Феликс Гоган[англ.] (24.07.1984 — 01.06.1996)
- епископ Дейл Джозеф Мельчек[англ.] (01.06.1996 — 24.11.2014)
- епископ Дональд Джозеф Хайинг[англ.] (24.11.2014 — 25.04.2019) — назначен епископом Мадисона
- епископ Роберт Джон Макклори[англ.] (с 26.11.2019)

## Источник
- Annuario Pontificio, Libreria Editrice Vaticana, Città del Vaticano, 2003, ISBN 88-209-7422-3
- Булла Postulant quandoque, AAS 49 (1957), стр. 385  (лат.)